# 鄭鴻溪
鄭鴻溪（1929年—1990年），台中州彰化郡和美庄七張犁庄（今彰化縣和美鎮）人，中华人民共和国政治人物，中國共產黨黨員。幼年隨父前往福建後回台，1947年考入台灣師範學院，1948年加入地下黨。1949年四六事件時為當局師院逮捕六人名單之一，與同在名單上的朱商彝一同潛逃大陸。1990年病逝於北京。

## 生平
1929年出生於彰化街北門（今彰化市），祖籍台灣府鳳山縣（今高雄市鳳山區），父親鄭水河參加「台灣文化協會」，致力於抗日活動，因公開演講反日言論，遭日本當局追捕逃往大陸，1937年抗日戰爭爆發後，鄭水河任「台灣義勇隊」中校，潛回台灣將家眷接往福建，因此，鄭鴻溪幼年在福建就讀中學，抗戰勝利後返回台灣。
1947年考取台灣師範學院（後來的台灣師範大學），並於1948年春當選第一屆台師院學生自治會主席，由於1947年發生228事件之後，使許多學生思想左傾，加上國共內戰期間物價飛漲，導致民生問題，鄭鴻溪主導1948年師院的五四紀念晚會，由福建同鄉黃旭東主持晚會，以「反內戰、反飢餓、反迫害」為主題，呼應1947年首都南京五二〇運動，會中高唱《你是燈塔》、《團結就是力量》等歌謠，1949年在鄭鴻溪推薦及支持下周慎源當選第二屆學生自治會主席。
1949年四六事件發生時警備總司令部電令指名逮捕「周慎源、鄭鴻溪、莊輝彰、方啟明、趙制陽、朱商彝」六人，遭到學生阻擋拒捕，鄭鴻溪與朱商彝（朱實）趁亂逃脫到大陸加入中國人民解放軍，歷任至中共中央統戰部一局局長，1990年病逝於北京 。

## 家庭

### 父
- 鄭水河:「台灣文化協會」成员，致力於抗日活動，因公開演講反日言論，遭日本當局追捕逃往大陸。1937年抗日戰爭爆發後，鄭水河任「台灣義勇隊」中校，抗戰勝利後回台，後因「台灣義勇隊」解散，前往大陸。

### 兄弟姊妹
- 大哥鄭堅（原名鄭鴻池），1946年獲台灣保送大陸公費生名額前往廈門大學就讀，1947年加入中國共產黨，1949年加入解放軍游擊隊，解放六座城市，任安溪中心縣委執委兼永春、德化、大田縣委工委書記，後歷任福建農業廳要職，福建黎明大學黨委書記兼校長，1993年退休。
- 大姊鄭晶瑩，1946年成為中共地下黨員，並組織1947年五二〇運動遭當局逮捕開除暨南大學學籍，後回台擔任教職，涉犯共諜案被捕，後逃脫返回大陸，歷任台盟廣東省副主席、第六、七、八届全國政協委員[1]。